# Åsnens nationalpark
Åsnens nationalpark är en av Sveriges nationalparker. Den ligger i Alvesta och Tingsryds kommuner, Kronobergs län och omfattar delar av naturreservaten Bjurkärr, Toftåsa myr och Västra Åsnens övärld samt biotopskyddsområdet Trollberget tillsammans med omkringliggande vatten, öar och skogar. Nationalparken bildades den 14 mars 2018 och invigdes den 25 maj 2018.
Syftet med Åsnens nationalpark är att bevara ett representativt, variationsrikt och biologiskt värdefullt sydsvenskt skogs- och sjölandskap där växt- och djurlivet i stor utsträckning är orört. Det är dock bara en mindre del av Åsnen som skyddas.